# Ugo di Kevelioc
Ugo di Kevelioc, V conte di Chester (1147 – Leek, 30 giugno 1181), era figlio di Ranulph de Gernon, IV conte di Chester e di Maud di Gloucester, figlia di Roberto di Gloucester.
Alcuni hanno ritenuto che avesse preso il nome da Kevelioc in Monmouth, il suo luogo di nascita, altri invece hanno ritenuto che lo avesse preso da Cyfeiliog in Merionethshire o Meirionydd.

## Biografia
Era ancora minore quando la morte del padre, nel 1153, lo rese erede dei beni della famiglia da entrambe le parti del canale.
Si unì alla rivolta dei baroni del 1173-1174 contro Enrico II d'Inghilterra, e convinse i Bretoni alla rivolta. Dopo essere stato catturato e imprigionato nella battaglia di Alnwick, fu reintegrato nelle sue proprietà nel 1177; servì il re Enrico nelle sue campagne d'Irlanda.
Nel 1169 sposò Bertrada de Montfort-l'Amauri, figlia di Simone III di Montfort, cugina di re Enrico che gliela diede in moglie.

## Matrimoni e discendenza
Dalla loro unione nacquero:
1. Ranulph de Blondeville, VI conte di Chester;
2. Matilda di Chester (1171-1233), che sposò Davide di Scozia, VIII conte di Huntingdon;
3. Mabel di Chester, che sposò William d'Aubigny, IV conte di Arundel;
4. Agnes di Chester, che sposò William di Ferrers, IV conte di Derby;
5. Hawise di Chester (1180-1242), che sposò Roberto di Quincy;
6. Un'ulteriore figlia, dal nome sconosciuto sposò Llywelyn Fawr

ebbe anche una figlia illegittima, Amice di Chester, che sposò Ralph di Mainwaring.
Ugo di Kevelioc morì il 30 giugno 1181 a Leek, Staffordshire, Inghilterra.